# Pachydactylus namaquensis
Pachydactylus namaquensis — вид геконоподібних ящірок родини геконових (Gekkonidae). Мешкає в Намібії і Південно-Африканській Республіці.

## Поширення і екологія
Pachydactylus namaquensis мешкають в регіоні Намакваленду на крайньому півдні Намібії (де були зафіксовані в районі інзельберга Намусклюфт) та на північному заході ПАР (на південь до гір Камісберґе). Вони живуть в тріщинах серед скель. Зустрічаються на висоті від 500 до 1500 м над рівнем моря.